# Alexander Munksgaard
Alexander Munksgaard (født 13. december 1997) er en dansk fodboldspiller, der spiller for kroatiske HNK Gorica. Han har tidligere spillet i FC Midtjylland, Lyngby BK, AGF og norske Aalesund. Han var som ganske ung ganske talentfuld og fik en lang række kampe på de danske ungdomslandshold.

## Karriere
Som ungdomsspiller spillede Munksgaard først i Vind IF, siden Vinding UIF, og til sidst i Vildbjerg SF, inden turen i 2010 gik til akademiet hos FC Midtjylland.

### FC Midtjylland
Alexander Munksgaard fik sin debut i Superligaen den 24. juli 2015, da han spillede alle 90 minutter 1-2-sejren ude over SønderjyskE.

### Lyngby Boldklub
Den 31. august 2016 blev det offentliggjort, at Alexander Munksgaard skiftede til Lyngby Boldklub på en lejeaftale gældende for Superligaen 2016-17-sæsonen. Han fik sin superligadebut for Lyngby Boldklub i en 1-0-sejr over Brøndby IF.
Efter afslutningen af lejemålet vendte Munksgaard tilbage til FC Midtjylland.

### AGF
I begyndelsen af januar 2019 skiftede han til AGF på en femårig kontrakt. I begyndelsen af opholdet hos AGF fik Munksgaard mange kampe, men senere kom han mere ud i førsteholdets periferi.

### Aalesund
I februar 2023 blev Munksgaard udlejet til norske Aalesunds FK for forårssæsonen, og han opnåede i alt 16 kampe for denne klub.

### Gorica
Efter lejemålet i Aalesund skiftede Munksgaard i sommeren 2023 til kroatiske HNK Gorica, hvor han fik en toårig kontrakt.

## Landsholdskarriere
Alexander Munksgaard har spillet på alle ungdomslandshold fra U/16 til U/21, hvor han til januar 2019 har spillet i alt 36 ungdomslandskampe. Han fik sin debut på U/21-holdet i venskabskampen mod England U/21 20. november 2018.